# Ce que veulent les femmes
 (juin 2025).
Si vous disposez d'ouvrages ou d'articles de référence ou si vous connaissez des sites web de qualité traitant du thème abordé ici, merci de compléter l'article en donnant les références utiles à sa vérifiabilité et en les liant à la section « Notes et références ».
Pour plus de détails, voir Fiche technique et Distribution.
Ce que veulent les femmes ou Ce que femme veut au Québec (What Women Want) est un film américain réalisé par Nancy Meyers et sorti en 2000.

## Synopsis
Nick Marshall, célibataire divorcé, collectionne les conquêtes féminines. Ses comportements misogynes poussent son entourage professionnel à le détester secrètement, et il est en conflit avec sa fille de 15 ans dont il ne sait presque rien. Il travaille pour l'agence de communication Sloane-Curtis où il est l'un des meilleurs éléments, même si la société a perdu quelques places au classement des meilleurs agences de pub. C'est alors qu'une femme, Darcy McGuire, arrive à la tête du département Projets de son agence. Cela le contrarie fortement, d'autant plus qu'il pensait avoir le poste.
Au cours de sa réunion de présentation, Darcy charge le service de Nick de trouver un slogan pour la ligne éditoriale et lui fournit divers produits féminins. Le soir, chez lui, Nick s'amuse à enfiler les sous-vêtements et à se maquiller, mais il s'électrocute en glissant dans la baignoire avec le sèche-cheveux en main. À son réveil, il se découvre capable d'entendre toutes les pensées des femmes. 
Il décide donc de séduire les femmes et de les manipuler à sa guise. Jusqu'à ce qu'il se rende compte qu'il peut aider sa propre fille, qui est en pleine crise d'adolescence et qui souhaite avoir sa première relation sexuelle. Et qu'il comprenne que sa manager est une femme atrocement timide, qui n'a pas du tout confiance en elle. Nick peut-il parvenir à changer la donne ?

## Fiche technique
- Titre original : What Women Want
- Titre français : Ce que veulent les femmes
- Titre québécois : Ce que femme veut
- Réalisation : Nancy Meyers
- Scénario : Josh Goldsmith et Cathy Yuspa
- Musique : Alan Silvestri
- Décors : Jon Hutman (en)
- Costumes : Ellen Mirojnick
- Photographie : Dean Cundey
- Montage : Thomas J. Nordberg, Stephen A. Rotter et Carol Littleton (montage additionnel)
- Production : Susan Cartsonis (en), Bruce Davey, Gina Matthews, Nancy Meyers, Matt Williams, Carmen Finestra, Stephen McEveety et David McFadzean
- Société de production : Paramount Pictures et Icon Entertainment
- Sociétés de distribution : Paramount Pictures (États-Unis), Ascot Elite (Suisse)[1]
- Budget : 70 millions de dollars
- Pays de production :  États-Unis
- Langue originale : anglais
- Format : couleur - 1.85 : 1 - DTS / Dolby Digital - 35 mm
- Genre : comédie romantique
- Durée : 127 minutes
- Dates de sortie :
  - États-Unis : 13 décembre 2000 (avant-première) ; 15 décembre 2000
  - Belgique, France : 14 février 2001

## Distribution
- Mel Gibson (VF : Jacques Frantz ; VQ : Hubert Gagnon) : Nick Marshall
- Helen Hunt (VF : Josiane Pinson ; VQ : Natalie Hamel-Roy) : Darcy McGuire
- Marisa Tomei (VF : Odile Cohen ; VQ : Isabelle Leyrolles) : Lola
- Alan Alda (VF : Georges Claisse ; VQ : Mario Desmarais) : Dan Wanamaker
- Ashley Johnson (VF : Ludivine Sagnier ; VQ : Charlotte Bernard)  : Alexandra « Alex » Marshall
- Mark Feuerstein (VQ : François Godin) : Morgan Farwell
- Lauren Holly (VF : Stéphanie Murat ; VQ : Anne Bédard) : Gigi
- Judy Greer (VF : Caroline Victoria) : Erin
- Sarah Paulson (VF : Valérie Karsenti) : Annie
- Loretta Devine (VQ : Johanne Léveillé) : Flo, la concierge
- Bette Midler (VF : Elisabeth Wiener ; VQ : Anne Caron) : Dr J.M. Perkins, la psychologue
- Logan Lerman : Nick Marshall, enfant
- Delta Burke : Eve
- Valerie Perrine : Margo
- Ana Gasteyer : Sue Cranston
- Lisa Edelstein : Dina
- Diana Maria Riva : Stella
- Eric Balfour : Cameron
- Cristine Rose : Sloane

## Production
L'action se déroule à Chicago : Nick a un appartement dans le Loop et rend visite à Erin à Chinatown. La scène où il suit une femme qui fait son jogging se déroule le long du lac Michigan[réf. nécessaire].

## Bande originale
- Something's Gotta Give, interprété par Sammy Davis Jr.
- Bitch, interprété par Meredith Brooks
- The Best Is Yet To Come, interprété par Nancy Wilson
- I See You Baby, interprété par Groove Armada
- Mack The Knife, interprété par Bobby Darin
- Nobody But Me, interprété par Lou Rawls
- Until We Meet Again, interprété par Joel Evans et Patrick Maier
- We Think It's Love, interprété par Leah Haywood (en)
- Work Me To the Bone, composé par Stephen Edwards
- Yay Boy, interprété par Africando
- I Won't Dance, interprété par Frank Sinatra
- My Pander Bear, composé par Mark Isham
- Night and Day, interprété par The Temptations
- I've Got You Under My Skin, interprété par Frank Sinatra
- Steel Drum Cruise, interprété par Raining Stones
- C'est la vie, interprété par B*Witched
- It's All Your Fault, interprété par Wild Orchid
- What A Girl Wants, interprété par Christina Aguilera
- Cake, composé par Matty Selman
- I've Got The World On A String, interprété par Peggy Lee
- If I Had You, interprété par Nnenna Freelon (qui apparaît dans le film comme chanteuse de bar)
- Too Marvelous For Words, interprété par Frank Sinatra

## Accueil

### Critiques
Le site Rotten Tomatoes a donné au film une note d’approbation de 54 % basée sur 121 critiques, avec une note moyenne de 5,7⁄10. Le consensus critique du site se lit comme suit : « Même si Gibson joue bien son rôle, Ce que veulent les femmes est une comédie-romance plutôt conventionnelle et fade qui n'exploite pas bien son postulat initial. » Sur Metacritic, le film a un score de 47⁄100 basé sur 33 critiques, indiquant « des critiques mitigées ou moyennes »[réf. nécessaire].

### Box-office
| Pays ou région    | Box-office        | Date d'arrêt du box-office | Nombre de semaines |
| ----------------- | ----------------- | -------------------------- | ------------------ |
| États-Unis Canada | 182 811 707 $     | 22 janvier 2015            | 13                 |
| France            | 3 006 538 entrées | -                          | -                  |
| Total mondial     | 374 111 707 $     | -                          | -                  |

## Distinctions

### Nominations
- Académie des films de science-fiction, fantastique et horreur 2001 :
  - Meilleur film fantastique
- 58e cérémonie des Golden Globes :
  - Meilleur acteur dans une comédie pour Mel Gibson

## Commentaires